# 阿比拉马姆
阿比拉马姆（Abiramam），是印度泰米尔纳德邦Ramanathapuram县的一个城镇。总人口6636（2001年）。

## 人口
该地2001年总人口6636人，其中男性3243人，女性3393人；0—6岁人口691人，其中男331人，女360人；识字率77.71%，其中男性为84.89%，女性为70.85%。